# Anthonie Duyck
Anthonie Duyck lub Anthonis Duyck (ur. ok. 1560 w Hadze, zm. 13 września 1629) – holenderski wojskowy i polityk, wielki pensjonariusz Holandii w latach 1621–1629.
Studiował prawo w Lejdzie. Walczył od 1591 do 1602 w szeregach armii powstańczej, którą dowodził Maurycy Orański.